# Ронснак
Ронсна́к (фр. Ronsenac) — коммуна во Франции, находится в регионе Пуату — Шаранта. Департамент — Шаранта. Входит в состав кантона Вильбуа-Лавалет. Округ коммуны — Ангулем.
Код INSEE коммуны — 16283.
Коммуна расположена приблизительно в 410 км к юго-западу от Парижа, в 125 км южнее Пуатье, в 21 км к югу от Ангулема.

## Население
Население коммуны на 2008 год составляло 551 человек.
| 1962 | 1968 | 1975 | 1982 | 1990 | 1999 | 2008 |
| ---- | ---- | ---- | ---- | ---- | ---- | ---- |
| 534  | 506  | 470  | 515  | 526  | 548  | 551  |

## Администрация
| Период | Период | Фамилия        | Партия | Примечания        |
| ------ | ------ | -------------- | ------ | ----------------- |
| 2001   | 2009   | Бернар Году    |        | менеджер по сбыту |
| 2009   |        | Жан-Поль Гийон |        |                   |

## Экономика
В 2007 году среди 367 человек в трудоспособном возрасте (15—64 лет) 252 были экономически активными, 115 — неактивными (показатель активности — 68,7 %, в 1999 году было 72,6 %). Из 252 активных работали 228 человек (124 мужчины и 104 женщины), безработных было 24 (10 мужчин и 14 женщин). Среди 115 неактивных 24 человека были учениками или студентами, 47 — пенсионерами, 44 были неактивными по другим причинам.

## Достопримечательности
- Церковь Св. Иоанна Крестителя (XII век). Памятник истории с 2009 года[3]
- Монастырь Св. Иоанна Крестителя (XI век). Памятник истории с 1988 года[4]

## Фотогалерея
- Монастырь Св. Иоанна Крестителя
- Церковь Св. Иоанна Крестителя
- Мэрия
- Дольмен Шез-Винегр (фр.)